# زينب خان
زينب خان (12 مارس  1983  -)، مذيعة كويتية.

## عن حياتها
خريجة جامعة الكويت كلية الآداب، بدأت كمذيعة في عام 2007 في قناة الوطن وذلك لفترة قصيرة، وبعدها بعام أتجهت للقناة الراي وذلك من خلال تقديم نشرة الأخبار. واستمرت بعد ذلك حتى عام 2011 وأتجهت للقناة العدالة وذلك للتقديم البرامج المنوعة.

### حياتها الأسرية
تزوجت بعام 2008 من المذيع أحمد الموسوي إلا أنها أنفصلت بعام 2009.

## البرامج الذي قدمتها
| اسم البرنامج | القناة       |
| ------------ | ------------ |
| أمة 2008     | قناة الراي   |
| ليالينا      | قناة العدالة |
| مرشحات       | قناة العدالة |
| شؤون طلابية  | قناة العدالة |
| خمسون        | قناة العدالة |